# Diplogramma
Diplogramma es un género de hongos liquenizados en la familia Roccellaceae. Es un género monotípico y contiene a la especie Diplogramma australiensis.